# Ophiomyia valida
Ophiomyia valida är en tvåvingeart som beskrevs av Spencer 1973. Ophiomyia valida ingår i släktet Ophiomyia och familjen minerarflugor. Inga underarter finns listade i Catalogue of Life.